# Lillian Moller Gilbreth
Lillian Moller Gilbreth (Oakland (Californië), 24 mei 1878 — Phoenix (Arizona), 2 januari 1972) was een van de eerste vrouwelijke ingenieurs die een doctoraatsdiploma bezat (in dit geval in de psychologie). Ze was waarschijnlijk de eerste echte arbeids- en organisatiepsycholoog en kan worden beschouwd als degene die de wetenschap van de ergonomie tot een belangrijk thema maakte. Zij en haar echtgenoot, Frank Bunker Gilbreth, waren pioniers in de technische bedrijfskunde. In 1935 werd ze benoemd tot hoogleraar aan de Amerikaanse Purdue-universiteit.
Moller Gilbreth ontwierp onder meer de pedaalemmer en hield zich daarnaast bezig met het zo efficiënt en ergonomisch mogelijk ontwerpen van werkruimten, waaronder keukens. Ook het idee om de binnenkant van de deur van koelkasten efficiënt te benutten door middel van rekjes (voor eieren, boter, flessen) is van haar afkomstig. Daarnaast introduceerde ze talloze verbeteringen aan bestaande ontwerpen; op veel daarvan kreeg zij ook patent.
- Bibliothèque nationale de France: cb12445642r (data)
- Gemeinsame Normdatei: 118539272
- International Standard Name Identifier: 0000 0001 1063 2093
- Library of Congress Control Number: n50027901
- National Archives and Records Administration: 10580320
- Nationale Bibliotheek van Tsjechië: xx0208356
- Nationale Bibliotheek van Israël: 987007278904205171
- Nationale Bibliotheek van Polen: a0000002268583
- Nederlandse Thesaurus van Auteursnamen: 146336836
- SNAC: w6f18x0d
- Système universitaire de documentation: 152514422
- Trove: 833476
- Virtual International Authority File: 54242008
- WorldCat: E39PBJpPFRtdyhMGxbGHcvGGpP